# Klooster van Sint-Paraskevi
Het Klooster van Sint-Paraskevi (Grieks: Μονή Αγίας Παρασκευής, Moní Agías Paraskevís) is een verlaten klooster gelegen aan de rand van de Vikoskloof, in de regio Zagori, (regionale eenheid Ioannina), in het noordwesten van Griekenland. Het klooster werd gesticht in 1413-1414, en bestaat uit een kleine stenen kapel, de oudste bewaard gebleven in Zagori. Het biedt een panoramisch uitzicht op de kloof.

## Stichting en beschrijving
Het klooster, genoemd naar Sint-Paraskevi (Grieks: Αγία Παρασκευή Aghia Paraskevi), werd gesticht in 1413-1414. Volgens een inscriptie boven de poort vond de stichting plaats toen despoot Carlo I Tocco de lokale heerser van Epirus was. Het werd gebouwd door de inwoners van het nabijgelegen dorp Vitsa en op persoonlijke kosten van een lokale heer, de voevoda Michael Therianos. Volgens de overlevering heeft Therianos het klooster gebouwd als dankbetuiging voor de redder van zijn dochter die lijdt aan een ongeneeslijke ziekte.
De kerk is een kleine basiliek, met slechts een schip en een stenen dak, omgeven door de monnikencellen. De fresco's van de tempel dateren gedeeltelijk uit de 15e eeuw. Op de noordmuur hangt een donorportret van Therianos, zijn vrouw en kinderen. De afbeeldingen zijn indicatief voor de kleding van die tijd. De kledij van de weldoeners is luxueus met rijke geborduurde doeken, brede vlechten en franje. De afgebeelde dochter Theodora draagt een witte hoofddoek, die om haar nek is gewikkeld. De muurschilderingen op de zuidmuur dateren uit ongeveer 1689.

## Omgeving
Het klooster is gebouwd aan de rand van een rots boven de Vikoskloof. Het dichtstbijzijnde dorp, Monodendri, ligt op 15 minuten lopen. Vanaf het terras van de kapel kunnen bezoekers veilig de kloof zien.
Een aantal grotten bevinden zich in het midden van Vikos, ten noorden en ten oosten van het klooster, waar kluizenaars en vervolgde christenen hun toevlucht zochten tijdens de Ottomaanse tijd. Om dezelfde reden is rond 1816 een aantal kleine woningen gebouwd.